# Chris Keller
Chris Keller è uno dei personaggi principali della serie TV statunitense Oz, interpretato da Christopher Meloni.

## Storia del personaggio
Chris Keller è il detenuto numero 98K514, condannato il 16 giugno del 1998 per omicidio, duplice tentato omicidio, aggressione a mano armata, rapina, guida spericolata in stato di ebbrezza, ad 88 anni di carcere con possibilità di vigilata non prima di 50. Nel 2002 viene condannato a morte per omicidio di primo grado, ma la sentenza viene annullata nel 2003.
Keller è un affascinante sociopatico, estremamente furbo e abile nel manipolare. Nel corso della serie ha una complicata ed intima relazione con Tobias Beecher.
Si è inoltre sposato quattro volte e ha divorziato altrettante.

### Stagione 2
Appena giunto ad Oz, Keller si allea con gli Ariani, essendo in debito con Vern Schillinger, che lo protesse all'età di 17 anni da un'accusa, in cambio di sesso. Keller segue il piano di Schillinger, cioè avvicinare e sedurre Beecher. Un'attrazione reciproca scoppia tra i due, entrambi si confessano il loro amore, ma Keller in palestra gli spezza entrambe le gambe e le braccia senza pietà con la complicità di Vern e dell'agente Metzger (alleato con gli ariani). Keller si gode l'accaduto, ma viene mostrato brevemente il suo pentimento quando ritorna nella propria cella vuota.

### Stagione 3
Keller tenta di farsi perdonare da Beecher, che lo convince a confessare il suo ruolo nell'attacco in palestra. Beecher continua a rifiutarlo e probabilmente è lui ad accoltellarlo di nascosto. Per riguadagnarsi i suoi favori, Keller inizia a seguire le sessioni di incontri con sorella Peter Marie, riuscendo prima a farla sentire inutile come psichiatra; poi, con varie provocazioni sessuali, la convince ad abbandonare l'ordine delle suore. Per un periodo Keller si allea con Ryan O'Reily per proteggersi dagli Ariani, e i due insieme a Beecher vengono sospettati come colpevoli della morte del figlio di Schillinger, Andrew.
Keller riesce a redimersi definitivamente quando nel tentativo di salvare la vita di Beecher, si prende una coltellata; così, una volta ristabilitosi ritorna nell'acquario dell'amante.

### Stagione 4
Keller e Beecher ora hanno consolidato il loro rapporto. Tuttavia a Beecher viene fatto credere che Keller sia stato il mandante del rapimento dei due figli, così tenta di assassinarlo. Pertanto Keller rifiuta Beecher, ma quando quest'ultimo comincia ad avere altri amanti, Keller inizia ad ucciderli: dapprima elimina Shemin e Brown, coperto da Ryan O'Reily, con cui si è di nuovo alleato, allo scopo di far scoppiare una rivolta tra gli zombie; quindi fa fuori anche il suo vecchio amante Barlog, il quale voleva testimoniare per tre omicidi commessi da Keller. Keller confessa a Barlog che lui ha veramente ucciso le tre persone di cui era accusato, tutti giovani uomini omosessuali, poiché rappresentavano qualcosa che aveva lui dentro e che odiava. Quando la polizia scopre che il figlio di Schillinger, Hank, è stato ucciso su commissione di un detenuto di Oz, Keller si prende la responsabilità per proteggere Beecher; viene così trasferito in un carcere del Massachusetts per scontare la pena.

### Stagione 5
Trasferito nuovamente ad Oz, viene interrogato per il coinvolgimento nell'omicidio di Hank Schillinger. Viene messo in custodia protettiva, finché non si risolve il caso. Lì inizia ad avere rapporti sessuali con l'AC Claire Howell, ma si stanca presto di lei e rifiuta le sue avance. Per questo la Howell lo picchia brutalmente, mandandolo in infermeria e dicendo che è stato Keller ad attaccarla. Dopo aver recuperato dalle ferite, viene ritenuto colpevole di omicidio e condannato a morte.

### Stagione 6
Ora Beecher è in libertà vigilata ed aiuta Keller nell'appello contro la pena di morte, riuscendo a capovolgere la sentenza. Il loro rapporto è strano, ma per dimostrare che ci tiene a lui, Keller uccide Winthrop, l'ariano che ha ucciso il padre di Tobias. Per far sì che Beecher torni con lui, Keller lo manda a prendere delle medicine illegali per la propria ex moglie, ma allo stesso tempo fa una chiamata anonima alla polizia per farlo arrestare e riportare ad Oz. Beecher è furioso e rifiuta Keller, che nel frattempo sembra essersi riappacificato con Schillinger. Ad Oz viene messo in scena il Macbeth e Keller ne approfitta per sostituire il coltello finto di Beecher con uno vero, al fine di far assassinare Schillinger e farlo sembrare un incidente. Quando Tobias e Chris si confrontano nella cella, il primo non riesce a mandar giù il fatto che sia stato Keller ad incastrarlo e lo allontana per sempre. Quando si rivedono in Paradiso, Keller confessa a Beecher di aver provveduto a sistemare gli ariani che li avrebbero perseguitati, ma nella discussione Beecher spinge via Keller, che cade dalla ringhiera e si spezza il collo, anche se il tutto fa pensare che sia stato Keller a suicidarsi, non potendo vivere senza Beecher. In quel momento arriva un pacco da parte di un amico di Keller, contenente una strana sostanza che porta alla morte di sei ariani e due guardie e all'evacuazione totale del carcere.

## Omicidi commessi da Keller
- Bryce Tibbets: Stuprato, torturato e ucciso. Confessa l'omicidio nel 2001 a Ronald Barlog.
- Mark Carocci: Stuprato, torturato e ucciso. Confessa l'omicidio nel 2001 a Ronald Barlog.
- Byam Lewis: Stuprato, torturato e ucciso. Confessa l'omicidio nel 2001 a Ronald Barlog.
- Negoziante: Colpo d'arma da fuoco. (1998)
- Nate Shemin: Fatto a pezzi. (2000)
- Raymond "Mondo" Browne: Pugnalato. (2000)
- Ronald Barlog: Spezzato il collo. (2001)
- Franklin Winthrop: Spezzato il collo. (2003)
- Sei ariani e due guardie: Morti dopo essere stati esposti all'antrace inviata da lui. (2003)